# Don Juan (programa de televisió)
Don Juan va ser un programa especial de ficció de televisió d'Espanya, de 30 minuts de durada, dirigit per Antonio Mercero i emès per La 1 de TVE l'1 de juny de 1974.

## Argument
Un director de televisió sense massa experiència es presenta en plató amb tot el seu equip per a enfrontar-se al càsting del que en sortirà el repartiment de la seva versió de Don Juan Tenorio de José Zorrilla. Tanmateix al llarg del procés se succeiran tota mena de contratemps, inclòs un aspirant a Don Joan més interessat en un jove donzell que en la seva Doña Inés.

## Repartiment
- Pedro Osinaga... Don Juan
- Ágata Lys... Doña Inés
- Pepe Martín... Don Juan
- Carmen Maura... Doña Inés
- Antonio Medina ... Don Juan
- María Garralón... Doña Inés
- José Vidal ... Don Juan
- Paco Cecilio... Director
- Luis Ciges
- Ketty de la Cámara
- Andrés Mejuto
- Emilio Mellado
- Mari Luz Olier
- Willy Rubio

## Equip Tècnic
- Direcció: Antonio Mercero.
- Guió: Juan Farias i Lola Salvador.
- Música: Adolfo Waitzman.
- Fotografia: Cecilio Paniagua
- Muntatge: Javier Morán
- Decorats: Ricardo Vallespín
- Vestuari:	Félix Sánchez Plaza
- Coreografia: Sandra Lebroq

## Premis i nominacions
- Festival de Montreux: Rose d'Or.[3]
- Nominat al Premi Emmy.[4]